# Anastácio da Albânia
Anastácio (nascido: Anastasios Yannoulatos, em albanês: Anastas Janullatos, em grego: Αναστάσιος Γιαννουλάτος, Pireu, 4 de novembro de 1929 – Atenas, 25 de janeiro de 2025) foi um bispo ortodoxo grego. Primaz da Igreja Ortodoxa Albanesa com o título de Sua Beatitude Arcebispo de Tirana, Durres e Toda Albânia, 1992 -2025

## Morte
Anastasios foi internado em um hospital de Tirana, Albânia, em 30 de dezembro de 2024 devido a um "vírus sazonal" e foi transportado de avião pela Força Aérea Helênica para Atenas quatro dias depois e internado no Hospital Evangelismos, onde foi submetido a uma cirurgia laparoscópica de emergência para tratar sangramento gastrointestinal. Ele morreu no hospital de falência múltipla de órgãos em 25 de janeiro de 2025.